# Gall d'Aoste
Pour les articles homonymes, voir Gall et Saint Gall.
Gall ou Gallus d'Aoste  (mort à Aoste le 5 octobre 546) a été  évêque d’Aoste,  du 15 juillet 529 au 5 octobre 546.

## Biographie
Gall ou Gallus  est le probable successeur de l’évêque Agnellus d'Aoste, la durée de son  épiscopat  sur lequel nous n’avons pas d’information sure est très précisément connue grace une inscription funéraire retrouvée le 15 mai 1300  dans le cimetière environnant l’église de Saint-Laurent.
- L'inscription : « HIC REQUIESCIT IN PACE SANCTAE MEMORIAE GALLUS ESP. QUI VIXIT IN EPISCOPATU ANNOS XVII MENSES II DIES XX D.P. SUB D. III NONAS OCTOBRIS DUODECIES P.C. PAULINI JUNIORIS U.C. INDICT. X. »

- La restitution : « HIC REQUIESCIT IN PACE SANCTAE MEMORIAE GALLUS EPISCOPUS QUI VIXIT IN EPISCOPATU ANNOS XVII MENSES II DIES XX DEPOSITUS SUB DIES III NONAS OCTOBRIS DUODECIES POST CONSULATUM PAULINI JUNIORIS ULTIMI CONSULIS INDICTIONNE X. »

- La traduction : « Ici repose en paix, l’évêque Gall d’heureuse mémoire qui occupa pendant dix-sept ans, deux mois et vingt jours le siège épiscopal. Il fut inhumé le jour 3 de nones d'octobre[1], la douzième année après le consulat de Paulin le Jeune, dernier consul, indiction dixième »[2],[3],[4].

Le Paulin le Jeune évoqué est bien connu il  s'agit de « Flavius Decius Paulinus Junioris » qui fut en 534 le dernier consul d'Occident .
Les reliques de Gall, transportées dans la crypte de la Collégiale de Saint-Ours  furent transférées dans le chœur de l’édifice le 3 octobre 1817. Selon l’abbé Joseph-Marie Henry qui le considère comme originaire de Nus et issu de la famille des Gallus,  Gall se serait rendu en Maurienne avec les évêques de Turin et de Belley pour recevoir des reliques de Saint Jean-Baptiste qui avaient été rapportées dans son pays par une sainte locale la vierge Thècle.

## Culte
Après sa mort Saint Gall fit rapidement l’objet d’un culte local comme saint et sa fête est fixée au 5 octobre. Ses  reliques ont été réparties dans divers reliquaires de la Vallée d’Aoste.

## Sources
- Abbé Joseph-Marie Henry, Histoire de la Vallée d'Aoste. Imprimerie Marguerettaz Aoste (1929) réédition en 1967 p. 44-45.
- (it) Fedele Savio Gli antichi vescovi d'Italia dalle origini al 1300 descretti per regioni: Piemonte Fratelli Bocca Editore 1898.